# Comté de Napa
Pour les articles homonymes, voir Napa.
Le comté de Napa est un comté de l'État de Californie aux États-Unis. Au recensement de 2020, il comptait 138 019 habitants. Son chef-lieu est Napa. Le comté de Napa est parmi les comtés originaux de Californie, créé en 1850 lors de la création de l'État. Une partie du territoire est cédée au comté de Lake en 1861.
Lieu d'installation de colons italiens à la fin du XIXe siècle, la vallée de Napa est devenue la région de production viticole la plus réputée des États-Unis, ayant atteint une renommée mondiale depuis les années 1970.

## Géographie
Selon le Bureau du recensement des États-Unis, le comté a une superficie de 2 042 km², dont 1 952 km2 de terres et 89 km2 (4,38 %) de surface aquatique. Au recensement de 2000, le comté comptait 124 279 habitants.
Napa est plus chaud l'été que le comté de Sonoma, à l'ouest, ou que le comté de Santa Barbara, une autre région viticole dans le sud de la Californie. Les viticulteurs du comté préfèrent donc généralement cultiver des cépages comme le cabernet sauvignon et le zinfandel, tandis que le pinot noir et le chardonnay sont davantage les spécialités de domaines de Sonoma. Certaines sous-régions viticoles de la vallée de Napa se prêtent cependant mieux à certains cépages que d'autres et l'appellation de Los Carneros, qui déborde aussi sur le comté de Sonoma, est ainsi connue pour son pinot noir et son chardonnay.
Le mont Saint Helena se dresse parmi les monts Mayacamas au nord de la vallée à 1 323 mètres d'altitude, en faisant le second sommet de la région de la baie de San Francisco. Il accueille notamment le parc d'État Robert Louis Stevenson. À l'est de la vallée se dresse par ailleurs Hood Mountain (838 m).
Le comté de Napa possède une faune et une flore variées, notamment des espèces menacées comme la fleur Lasthenia conjugens (plus communément appelée Contra Costa goldfields) et l'herbe Castilleja neglecta, ou Tiburon Indian paintbrush.
Enfin, le comté de Napa abrite l'une des plus grandes cavités naturelles développée dans le tuf :  Clay Cave (180 mètres de développement)

## La première région œnotouristique du monde

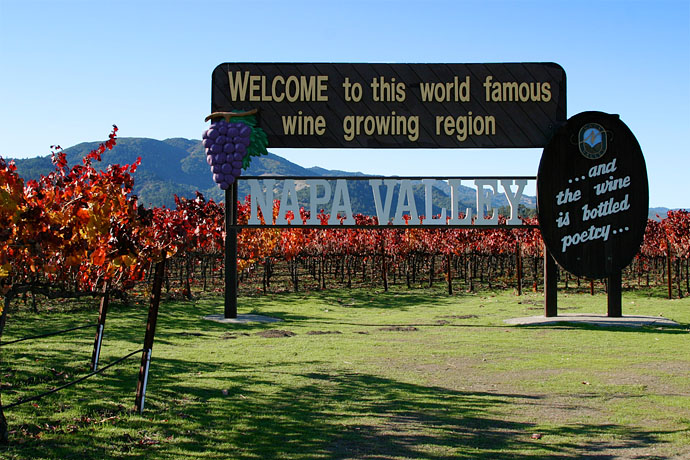
Napa Valley, région œnotouristique du monde.

Le comté de Napa est la troisième destination la plus visitée des États-Unis après le Grand Canyon et les parcs à thèmes Disney. On estime à plus de trois millions le nombre de touristes venant déguster les vins et profiter de l'art de vivre dans la région. Le style de vie développé par la région est clairement méditerranéen. La vallée est aussi connue pour la grande qualité de sa restauration qui a été plusieurs fois primée au Guide Michelin.
Ayant massivement investi dans des moyens de productions modernes dès les années 1970, le comté de Napa ne produit aujourd'hui que 4 % du vin américain en volume mais 17 % en chiffre d'affaires. La première vigne à vocation commerciale est plantée en 1840 par George Yount (ce sont les missionnaires espagnols qui les premiers plantèrent des vignes en Californie, mais Napa fut la dernière région où ils établirent leurs activités viticoles), mais la région ne connaît un véritable succès international que depuis les années 1980, notamment grâce au marketing agressif effectué par Robert Mondavi et la Napa Valley Vintners Association qui regroupe la plupart des producteurs de la région.

## Croissance et identité rurale
Le comté de Napa a maintenu un environnement rural et agricole dans une large part de la vallée, tandis que les comtés voisins de Sonoma, Solano et Yolo ont autorisé la conversion de nombreux terrains agricoles en zones résidentielles ou commerciales. En 1968, des viticulteurs du comté saisirent une occasion de conserver la vocation agricole de leurs terres grâce au Williamson Act, une loi votée par la législature californienne pour permettre aux propriétaires de bénéficier d'avantages fiscaux lorsqu'ils font de leurs terres des exploitations agricoles. Cette zone agricole protégée dans le talweg, s'étendant entre Napa et Calistoga fut la première en son genre dans l'État. À l'origine, elle représentait 93 km2, mais elle s'est étendue à plus de 120 km2 depuis.

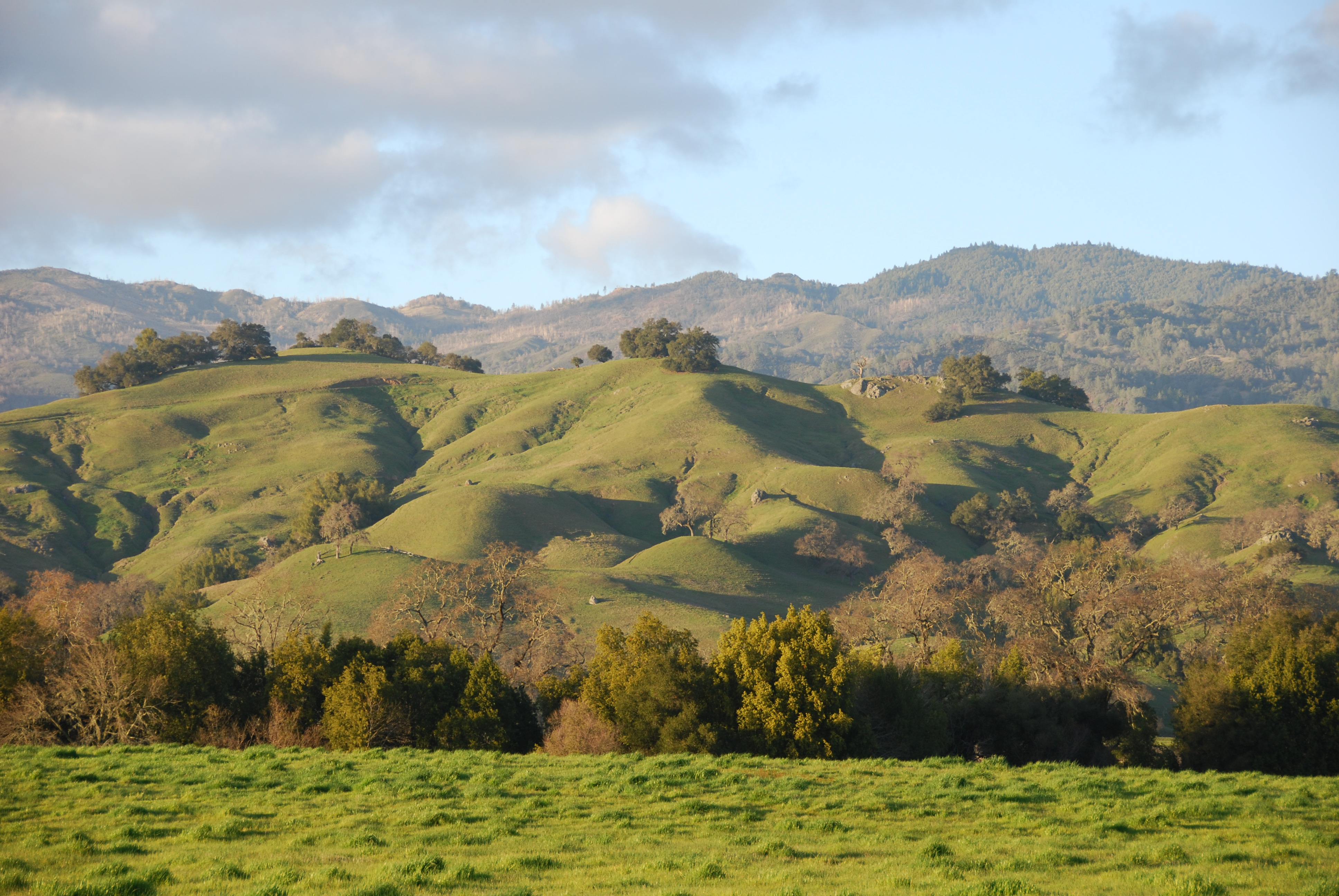
Collines dans la vallée de Napa.

Le comté et ses électeurs ont résisté à plusieurs tentatives pour réduire cette zone agricole protégée. En 1990, une proposition mise au référendum, Measure J, est approuvée par les habitants du comté, suspendant tout changement dans le plan d'occupation des sols jusqu'en 2020, sauf si une majorité aux deux-tiers en décide autrement via un vote. En 1995, la Cour suprême de Californie confirme la validité de Measure J lorsqu'un résident du comté, Richard M. DeVita, appuyé par d'autres habitants et une association du bâtiment du nord de la Californie, attaquent la nouvelle loi en justice,.
En 1976, les viticulteurs locaux militent pour des restrictions supplémentaires sur l'usage des terres à l'intérieur de la zone protégée mais aussi à l'extérieur en formant le Land Trust of Napa County. Le trust s'étend désormais sur plus de 200 km2 et a été établi pour garantir que les terres qu'il gère restent sauvages ou à vocation agricole à travers des accords de conservation et des dons de terrains.
La zone agricole protégée et le land trust ont permis le ralentissement du développement immobilier résidentiel dans une bonne partie du comté, mais la croissance de logements au sein des municipalités a continué de façon modérée. Plusieurs propriétés imposantes ont été construites sur les collines autour de la vallée dans des zones non protégées. Une grande partie des terres au sud de la ville de Napa est restée en l'état jusque dans les années 1980. Plusieurs centres de mise en bouteille et de stockage s'y dressent désormais dans des zones industrielles. La croissance d'American Canyon, la municipalité la plus récente du comté, constituée en 1992, a vu la construction de plusieurs centres commerciaux regroupant des magasins d'usine à l'extrémité sud du comté. American Canyon a également mis en place une zone protégée d'environ 4 km2 dans l'est et l'ouest des limites de la ville.

### Municipalités

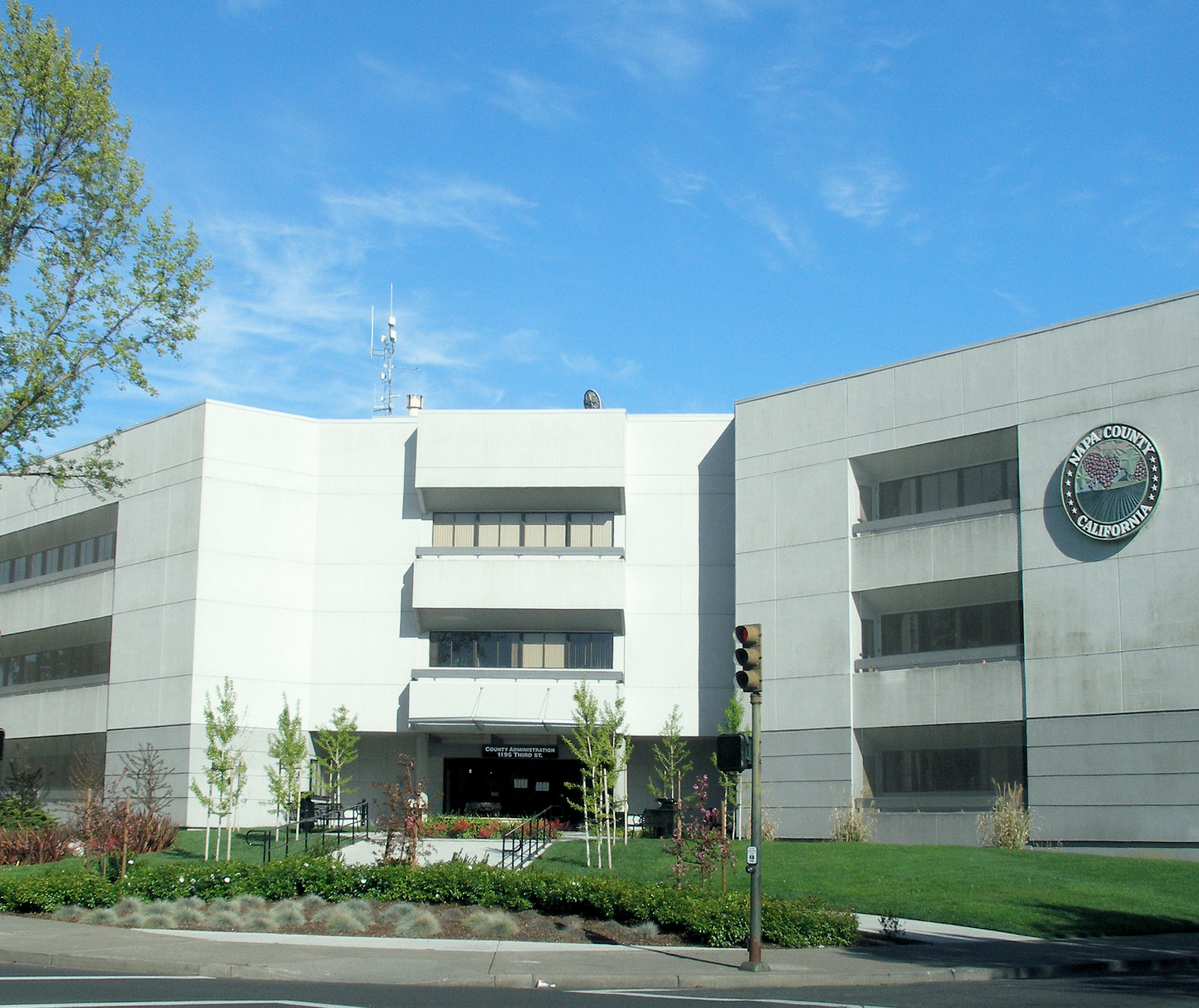
Bâtiments administratifs du comté à Napa.

- Bâtiments administratifs du comté à Napa. American Canyon
- Calistoga
- Napa
- Saint Helena
- Yountville

| Localités non incorporées (A-L) | Localités non incorporées (M-Z)                                                                                    |
| --- | --- |
| - Angwin - Berryessa Highlands - Capell Valley - Chiles Valley - Circle Oaks - Deer Park - Dry Creek - Gordon Valley - Lokoya - Los Carneros | - Moskowite Corner - Mt. Veeder - Oakville - Pope Valley - Rutherford - Soda Canyon - Spanish Flat - Vichy Springs |

## Démographie
| 1850 | 1860  | 1870  | 1880   | 1890   | 1900   |
| ---- | ----- | ----- | ------ | ------ | ------ |
| 405  | 5 521 | 7 163 | 13 235 | 16 411 | 16 451 |

| 1910   | 1920   | 1930   | 1940   | 1950   | 1960   |
| ------ | ------ | ------ | ------ | ------ | ------ |
| 19 800 | 20 678 | 22 897 | 28 503 | 46 603 | 65 890 |

| 1970   | 1980   | 1990    | 2000    | 2010    | 2020    |
| ------ | ------ | ------- | ------- | ------- | ------- |
| 79 140 | 99 199 | 110 765 | 124 279 | 136 484 | 138 019 |